# Friedrich Lamprecht
Friedrich Lamprecht (* 18. Juli 1893 in Bautzen; † 17. September 1941 bei Dnepropetrowsk) war ein deutscher Geologe und Bergsteiger. Von 1936 bis zu seinem Tod war er sächsischer Landesmuseumspfleger.

## Leben

### Ausbildung
Nach dem Abitur begann der Sohn eines Bautzener Oberstudienrats 1913 mit einem Studium in München. Im August 1914 meldete er sich als Kriegsfreiwilliger zum Einsatz im Ersten Weltkrieg. In der Schlacht um Verdun wurde er schwer verwundet. Nach Kriegsende ging er an die Technische Hochschule Dresden zum Studium der Mineralogie und Geologie. 1921 legte er das Staatsexamen ab und ging als Lehrer in den höheren Schuldienst an die Dresdner Dreikönigschule. Zu seinen Schülern gehörte unter anderen Ernst Neef. 1928 promovierte er an der TH Dresden zum Thema Schichtenfolge und Oberflächenformen im Winterberggebiete des Elbsandsteingebirges.

### Bergsteiger
Bereits während des Studiums war Lamprecht als Bergsteiger im Klettergebiet Sächsische Schweiz aktiv, unter anderem als Begleiter bekannter Kletterer wie Emanuel Strubich, Erhardt Renger oder Waldemar Pfeilschmidt. Er war Mitglied der Akademischen Sektion Dresden des Deutschen und Österreichischen Alpenvereins. Reisen führten ihn auch zu Bergtouren in den Alpen und in den Kaukasus, wo er 1931 den Elbrus bestieg.

### Aktiver Nationalsozialist
Lamprecht war aktiver und überzeugter Nationalsozialist. 1935 verließ er den Schuldienst und übernahm eine Stelle als Fachreferent für Heimatmuseen im Gauschulungsamt Sachsen der NSDAP und kurz darauf das gleichnamige Referat im Sächsischen Volksbildungsministerium, obwohl er bis dahin in seinem Lebenslauf keinen Bezug zur Museumsarbeit aufwies. Ein Jahr später wurde er sächsischer Landesmuseumspfleger und war damit für alle privaten und kommunalen Museen in Sachsen zuständig.
Als Landesmuseumspfleger verfolgte Lamprecht aktiv das Ziel, die Museen entsprechend der nationalsozialistischen Ideologie auszurichten und sie der NS-Propaganda dienlich zu machen. Die Auflösung und Abwicklung des Wendischen Museums in Bautzen wurde von ihm mitbefördert. Ebenso betrieb er 1937 die Auflösung der „Vereinigung mitteldeutscher Ortsmuseen“, in der Museen der Länder Anhalt, Sachsen und Thüringen sowie der Provinz Sachsen seit 1921 organisiert waren. Diese übergreifende Struktur entsprach nicht dem Organisationsprinzip der Gleichschaltung. Lamprecht organisierte die Museen stattdessen im Fachreferat Heimatmuseen des 1936 gegründeten und von Friedrich Emil Krauß geleiteten Heimatwerks Sachsen, eines eng an die Staatskanzlei des Gauleiters und Ministerpräsidenten Martin Mutschmann angebundenen Vereins zur Steuerung und Gleichschaltung aller sächsischen kulturellen Aktivitäten im Sinne des Nationalsozialismus. Lamprecht wurde Leiter dieses Fachreferats und vereinte damit Ämter von Staat und Partei in seiner Person.
Mit Kriegsbeginn 1939 ging Lamprecht als Offizier zur Wehrmacht. Er fiel wenige Monate nach Beginn des Russlandfeldzugs 1941 in der Ukraine.

## Geologische Bedeutung
Lamprecht entwickelte die erste vollständige lithostratigraphisch-morphologische Gliederung des Elbsandsteingebirges, die er zunächst in seiner Dissertation am Beispiel des Winterberggebiets ausarbeitete und in den Folgejahren auf weite Teile des Elbsandsteingebirges übertrug. Seine Schichtengliederung dient seither als Grundlage für geologische Beschreibungen der Sächsischen und Böhmischen Schweiz.
Neben seinen Arbeiten über das Elbsandsteingebirge veröffentlichte Lamprecht auch Arbeiten über die Geologie der Alpen.

## Veröffentlichungen
- Das Werden und Vergehen des Elbsandsteingebirges; eine gemeinverständliche geologische Einführung. Hartung, Dresden 1922
- Sächsische Schweiz: Ein erdkundlicher Führer. unter Mitarb. von A. Kittler und A. Naumann, Hrsg.: Johannes Rußner, Sächsische Wanderbücher.  v. Kommerstädt & Schobloch, Dresden-Wachwitz 1925
- Schichtenfolge und Oberflächenformen im Winterberggebiete des Elbsandsteingebirges. Dresden, Techn. Hochsch., Diss., 1928 doi:10.23689/fidgeo-3355
- Zwei Beiträge zur Analyse alpiner Formen. Dresdner geographische Studien Band 4, Zahn & Jaensch, Dresden 1933
- Die Schichtlagerung des Turons im sächsisch-böhmischen Elbsandsteingebirge. Berichte der mathematisch-physikalischen Klasse der sächsischen Akademie der Wissenschaften Leipzig 86, 1934, S. 155–186
- Gesteins- und flußbedingte Großformen des Elbsandsteingebirges; in: Mitteilungen des Vereins für Erdkunde zu Dresden; N.F. 1934/35, S. 111–157